# Rhysodesmus violaceus
Rhysodesmus violaceus är en mångfotingart som först beskrevs av Henri W. Brölemann 1900.  Rhysodesmus violaceus ingår i släktet Rhysodesmus och familjen Xystodesmidae. Inga underarter finns listade i Catalogue of Life.